# アイリーン・ファーレル
アイリーン・ファーレル（Eileen Farrell, 1920年2月13日 - 2002年3月23日）は、アメリカのソプラノ歌手。

## 略歴
コネチカット州ウィルマンティックの生まれ。ヴォードヴィル歌手の両親から音楽の手ほどきを受け、1939年からマール・オルコックの下で声楽を学び、ラトガーズ長老派教会の音楽監督だったチャーリー・ベイカーの教えも受けた。またベイカーの勧めでエレノア・マクラーレンにも師事した。
1940年にコロムビア放送にコーラス要員として参加したが、数カ月後には30分のラジオ番組を任されてオペラのアリアからポピュラー・ソングまで幅広く歌うようになり、マーガレット・ハーショウやフランク・シナトラらとも共演を重ねた。1947年からコンサート歌手としてアメリカ全土のツアーを行って歌手としての名声を確立し、1949年には南米ツアーも行った。1950年にはアルトゥーロ・トスカニーニによるNBCでのベートーヴェンの第九のスタジオ録音のソプラノ歌手に起用された。1956年にフロリダ州タンパのサン・カルロ劇場でマスカーニの《カヴァレリア・ルスティカーナ》でサントゥッツァ役を歌ってオペラ・デビューを果たし、その後シカゴ・リリック・オペラやサンフランシスコ・オペラを経て1960年にグルックの《アルチェステ》のタイトルロールでメトロポリタン歌劇場に出演した。1960年代はレナード・バーンスタインの指揮するニューヨーク・フィルハーモニックと多数共演したほか、トーマス・シッパーズやユージン・オーマンディにも起用された。
1971年から1980年までインディアナ大学、1981年から1986年までメイン大学で教鞭をとる一方で、1987年にはポピュラー・ソング・アルバムをレコーディングして健在ぶりを見せた。
ニュージャージー州パークリッジにて没した。

## 出演映画
- わが愛は終りなし Interrupted Melody (1955)